# Ярославка (Башкортостан)
Ярославка (баш. Ярославка) — село в Дуванском районе Республики Башкортостан Российской Федерации. Административный центр Ярославского сельсовета. Согласно переписи 2020 года население составляло 2117 человек.

## География
Село расположено на реке Мелекас.

### Географическое положение
Расстояние до:
- районного центра (Месягутово): 50 км,
- ближайшей ж/д станции (Сулея): 127 км.

## История
ЭСБЕ: "Ярославка (Никольское) — село Уфимской губернии, Златоустовского уезда, в 160 верстах к СЗ от уездного города, при речках Маликасе и Ярославке. Жителей — около 3500. Училище, кожевенное производство, базары и 2 ярмарки; ссудосберегательное товарищество".
В войну на фронт ушли 315 жителей.
В 1970-х годах в деревне снимались сцены сериала «Вечный зов».

## Население
| 2002  | 2010  | 2012  | 2013  | 2014  | 2015  | 2016  |
| ----- | ----- | ----- | ----- | ----- | ----- | ----- |
| 2429  | ↘2301 | ↘2293 | →2293 | ↘2259 | ↘2224 | ↘2218 |
| 2017  |       |       |       |       |       |       |
| ↘2180 |       |       |       |       |       |       |

## Известные уроженцы
- Новиков, Александр Григорьевич (1915—2002) — Герой Социалистического Труда, депутат Верховного Совета СССР (1962—1966).
- Хлызов, Фёдор Васильевич (1926—1999) — Герой Социалистического Труда.
- Храмцов, Николай Филиппович (18.12.1926, с. Прохоры Дальневосточного края — 8.9.2008, с. Ярославка Дуванского р‑на РБ), хоз. деятель. Участник Вел. Отеч. войны. После окончания БСХИ (1958) работал в Дуванском с.‑х. техникуме. С 1962 — в к‑зе “Знамя Октября”: гл. агроном, с 1968 пред., в 1987—91 — пред. ревизионной комиссии; в 1992—95 — землеустроитель Ярославского с/ с Дуванского р‑на. Под рук. Х. к 1970 к‑з достиг высоких показателей произ‑ва: урожайность зерновых культур повысилась до 22 ц/ га, настриг шерсти с овцы — до 4 кг, яйценоскость кур — до 103 шт., выход приплода на 100 овец — до 136 голов. Награждён орд. Ленина (1971), Отеч. войны 2‑й ст. (1985), Труд. Кр. Знамени (1976), “Знак Почёта” (1966).
- Ярославцев Денис Сергеевич (25.10.2003-1.04.2022) - погиб при исполнении воинского долга на Украине. Награжден посмертно орденом Мужества и орденом генерала Шаймуратова. В траурном митинге принял участие Глава Башкортостана Радий Хабиров. [11]
- Корзников Илья Игоревич - уроженец села Ярославка, погиб при исполнении воинского долга на Украине. Закончил Рязанское Высшее воздушно-десантное командное училище, службу проходил в в/ч 31681 г. Прохладный, Кабардино-Балкарской Республики.

## Инфраструктура
Личное подсобное хозяйство с зоной сельскохозяйственного использования, индивидуальная застройка усадебного типа.
Основа экономики — сельское хозяйство.

## Транспорт
Остановка общественного транспорта «Ярославка».

## Религия
В селе есть православная церковь Успения Пресвятой Богородицы.